# پدیویلیانو
پدیویلیانو (به ایتالیایی: Pedivigliano) یک کومونه در ایتالیا است که در استان کزنتزا واقع شده‌است. پدیویلیانو ۱۶ کیلومتر مربع مساحت و ۹۱۵ نفر جمعیت دارد و ۵۷۶ متر بالاتر از سطح دریا واقع شده‌است.